# Hypolepis fimbriata
Hypolepis fimbriata là một loài thực vật có mạch trong họ Dennstaedtiaceae. Loài này được Maxon ex Proctor miêu tả khoa học đầu tiên năm 1982.